# Großsteingräber bei Pehlitz
Die Großsteingräber bei Pehlitz waren zwölf megalithische Grabanlagen vermutlich der jungsteinzeitlichen Trichterbecherkultur bei Pehlitz, einem Gemeindeteil von Chorin im Landkreis Barnim (Brandenburg). Sie wurden im 19. Jahrhundert zerstört.

## Lage
Die Gräber befanden sich auf der Spitze des Koppelbergs, nordwestlich von Pehlitz.

## Beschreibung
Ernst Friedel (1837–1918) besuchte Pehlitz 1874. Er berichtet von zwölf bereits zerstörten Gräbern aus großen, quadratisch oder kreisförmig angeordneten Steinen. Diese waren gesprengt und zum Bau der Wirtschaftsgebäude des Gutshofs verwendet worden. Kleinere Steine wurden auf Haufen zusammengetragen. Friedel fand einige Keramikscherben, die er als bronzezeitlich interpretierte, sowie verstreuten Leichenbrand. Bei späteren Begehungen des Fundorts konnte keine Spuren der Gräber mehr ausgemacht werden.